# زولتان المجري
زولتان (المجرية:Zolta؛ ح.880 أو ح.903 - ح.950)؛ وأيضا ذكر بـ زولتا في البعض المصادر، ذكر في بعض السجلات منها غيستا هونغاروروم بأنه ثالث أمير المجر الأكبر خلفاً والده وجده في عام 907، ولكن في حين يميل المؤرخون الحديثون إلى إنكار هذه التقارير في عهده، لأن السجلات الأخرى لا تسرده بين الحكام المجريين، ولكن هناك إجماع تام حتى لم يصعد زولتان على العرش، فإن جميع الحاكم في المجر من سلالة أرباد بعد عام 955 ينحدرون منه.

## التفسيرات

### سجل غيستا هونغاروروم
وفقاً لسجل غيستا هونغاروروم يعتقد أن زولتان هو ابن الوحيد لـ أرباد، أمير المجريين الكبير؛ وفي حين يعتقد المؤرخ الإمبراطور البيزنطي قسطنطين السابع المعاصر له أنه الابن الرابع لأرباد، على ما يبدو أن زولتان استمد اسمه من عبارة العربية سلطان الذي كان أيضا لقب تركية، ولكن العلماء الحديثين لا يقبلون بالإجماع بالأصل هذه الكلمة.
وفقاً للسجل أن زولتان ولد بعد 903 خلال حملة والده الثانية ضد مينوموروت الذي كان واحداً من خصومه بين العديد من الحكام المحليين خلال غزوهم لحوض الكاربات، وفي رواية أخرى من السجل اضطر مينوموروت للاستسلام وأعطى ابنته للزواج من زولتان بين عامي 904 أو 905، وأيضا ذكر السجل خلافة زولتان بعد وفاة والده في 907، واستمر كذلك حتى تنازله لابنه تاكسوني وتوفي خلال السنة الثالثة من حكم ابنه.

### أراء المؤرخين في عصر الحديث
في وقت الحاضر يرفض معظم المؤرخين معظم تفاصيل حياة زولتان التي أرخها أنونيموس مؤلف سجل غيستا هونغاروروم، فعلى سيبل المثال طعن المؤرخ الهولندي في ميلاد زولتان بحيث يعتقد أنها ولد في حوالي.880 بدلا من 903، كما كتب الروماني أليكساندرو مادجيرو أن زولتان ولد قبل سنوات عديدة من 903 بحيث أن زواجه حدث بعد 904.
أيضا طعن المؤرخين في الوقت الحاضر في هوية حما زولتان بحيث اعتقد البعض بأنها شخصية خيالية اخترعها أنونيموس من أجل تمجيد بطولات المجريين ضد أعدائهم، ولكن في حين اعتقد المؤرخ تشارلز أر. باولوس بأنه كان حاكم مورافيا، بحيث رمز الزواج زولتان من ابنته إلى نهاية إمارة مورافيا العظمى، وأيضا اعتقد المؤرخ تيودور سالاجيان أن مينوموروت كان شخصية حقيقة بحيث كان حاكماً لدوقية كانت يسكنها رومانيون والسلاف والعديد من الشعوب الأخرى في مطلع القرنين التاسع والعاشر.
وأيضا بيان خلافة زولتان لوالده كـ أمير المجر الأكبر من قبل أنونيموس تم الطعن فيه من قبل المؤرخين في الوقت الحاضر، فعلى سبيل المثال اعتقد المؤرخ ساندور لي. توث أن زولتان هو الابن الأصغر لأرباد بين أربعة أبناء فلهذا لا يمكن له أن يسبق أخوته الكبار، اعتقد المؤرخ كريستو أن المؤرخين الأخرين لم يذكروا أيضا حكم زولتان، مما يعني ضمناً أن أنونيموس لم يدرج سوى زولتان في قائمة غير محفوظة بشكل غير كامل لأمراء المجر الكبار لأنه اعتقد أن جميع ملوك المجر من سلالة أرباد انحدرت منه.